# Càntic dels Càntics

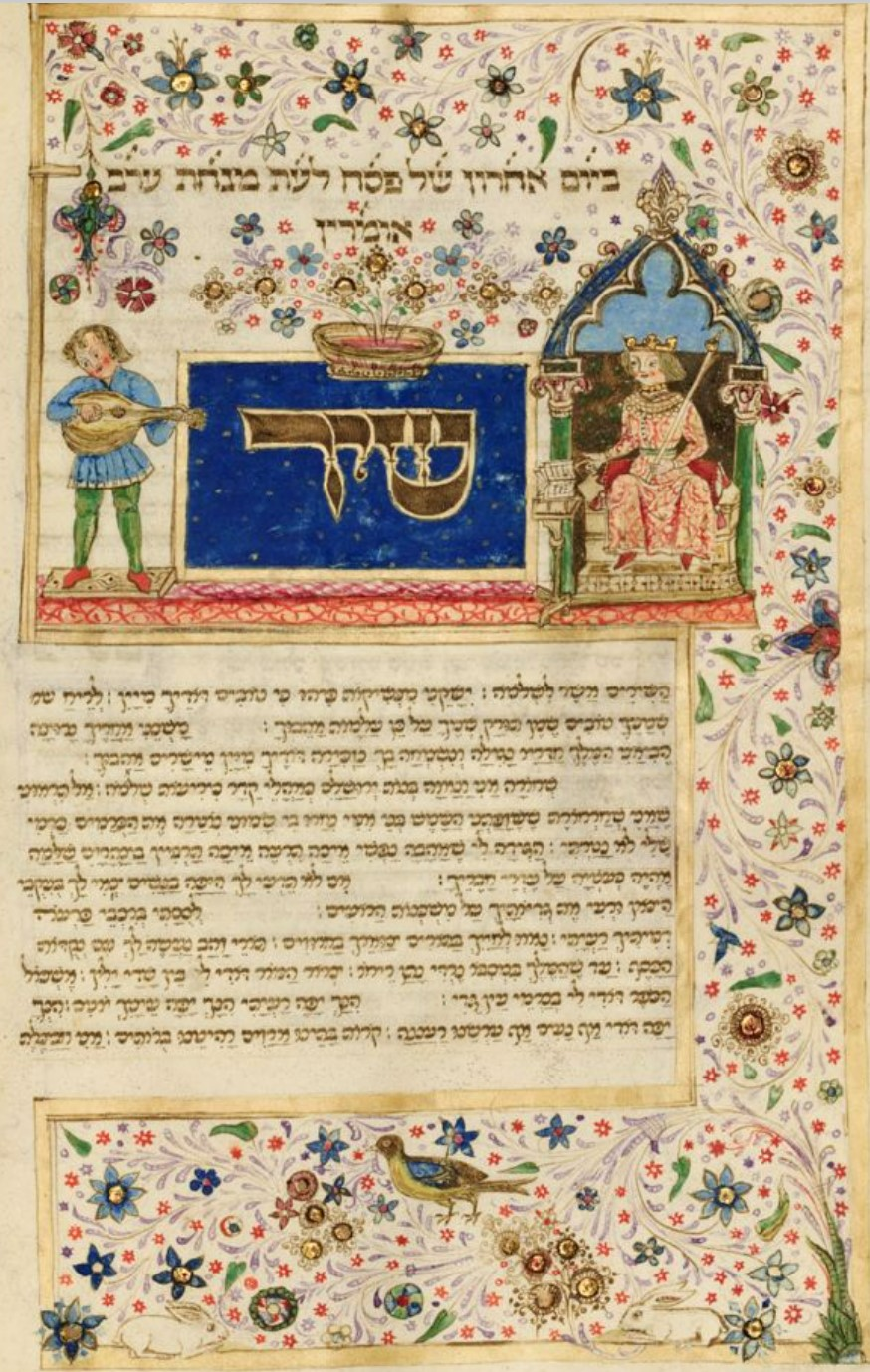
Il·lustració del primer vers, del segle XV

El Càntic dels càntics (en hebreu, שִׁיר הַשִּׁירִים, Shir Hashirim), conegut també com el Càntic de Salomó o el Càntic dels càntics de Salomó, és un llibre de poemes d'amor que forma part de la Bíblia i del Tanakh. Escrit originalment en hebreu, conté 117 versos distribuïts en 8 capítols i el seu caràcter singular es nota perquè aplega 49 hapaxlegomena o termes que només apareixen un cop a la Bíblia. Són poemes breus que canten l'amor humà mitjançant un diàleg entre l'estimat i l'estimada, que tant la tradició rabínica com la cristiana han interpretat com una al·legoria de l'amor de Déu per Israel o de Crist per l'Església, tot i que no fa cap referència explícita a Déu. La influència de l'obra es pot veure, per exemple, en el Llibre d'amic e amat de Ramon Llull o el Cántico espiritual de sant Joan de la Creu.

## Origen
La introducció indica breument Salomó com a autor del llibre i així ho han considerat les religions jueva i cristiana. No hi ha unanimitat per a determinar el moment en què els versos foren escrits. Alguns estudiosos en situen la redacció definitiva al segle V aC per les imatges arcaiques que hi apareixen, i d'altres el situen al segle iii aC per les influències que aprecien de l'arameu. Tampoc es descarta que la composició fos la unió de diversos càntics d'amor d'orígens i èpoques diverses. Pel que fa a l'indret de la composició, el text parla de Jerusalem, Engadí, Damasc, Tirza, Sarón, Carmel i d'altres, amb plantes i animals que fan pensar que la composició s'escrigué a la regió siriopalestina, però no hi ha consens sobre si en fou a la part meridional o septentrional. També hi ha qui considera que, a Jerusalem, es polí una redacció definitiva d'uns textos d'origen divers.

## Divisió del llibre
El Càntic dels càntics té una unitat temàtica bàsica, però no segueix un ordre clar, i per això sempre ha plantejat dificultats a l'hora de dividir-lo per al seu estudi. Per això, s'ha dividit de molt diverses maneres segons els estudiosos, però en totes les divisions sempre s'ha considerat que hi ha un pròleg fins al vers 1,4 o 2,7; un epíleg fins al vers 8,5-14 i una fractura en el cos del poema en el vers 5,1, que es considera el centre de la composició poètica. Una proposta de consens que parteix de les precedents, elaborada per F. Laurentin, consta d'un pròleg i cinc poemes. Aquesta distribució situa primer el pròleg (1:1-4), seguit pel càntic de la trobada (1:5/2:7), la recerca nocturna (2:8/3:5), el festeig i fascinació de la núvia (3:6/5:1), la visita nocturna i recerca de l'amat (5:2/6:3); la bellesa de l'estimada i dolcesa de l'amor (6:4/8:4) i un epíleg en què la núvia, als braços del seu estimat, davant el cor que crida amb admiració, manifesta el desig de viure sempre al costat del seu espòs per sobre dels inconvenients que pugui presentar el temps i l'espai (8:5/8:14).

## Interpretacions

### Les interpretacions antigues
Atès el seu caràcter canònic dins de la Bíblia hebrea, s'ha dubtat que se li donés un sentit literal, advocant més aviat per un sentit al·legòric. Per aquesta línia segueixen Esdres (4 Esd 5, 24-26) i el Tàrgum i el Talmud. Lusseau afirma:
| «                                                       | Algunes matusseries d'exegesi més o menys fantàstiques no aconsegueixen enfosquir la concepció essencial que es formaren del Càntic dels jueus: L'obra canta les noces místiques del Senyor amb el seu poble escollit. | » |
| — cf. Cazelles, obra citada a la bibliografia, pàg. 657 | |   |

Els analistes antics no jueus es mantingueren fidels a aquesta explicació, i així ho reprengueren els jueus moderns i la immensa majoria de les confessions cristianes: Déu és el perfecte marit del poble creient i, com qualsevulla parella d'amants, ambdós solen sofrir desil·lusions, desesperances i problemes. Amb el Cristianisme la imatge al·legòrica s'actualitzà: el càntic tracta del matrimoni místic de Crist amb la seva Església. I tot i que les correspondències de la dona hagin variat (la humanitat, l'ànima fidel del creient), la interpretació simbòlica prima durant força temps. Teodor de Mopsuèstia considerava que el llibre era una evocació de la relació de Salomó amb una princesa egípcia.
El sentit literal fou tornat a proposar per Sebastian Castellio l'any 1537 en l'àmbit jueu. A partir d'aleshores diversos exegetes cristians, entre els quals hi ha el mateix Bossuet, li donen una interpretació literal que dona peu a la interpretació al·legòrica.
L'altra escola sosté que l'obra ha de ser llegida en sentit literal, ço és, no és més que una col·lecció de càntics eròtics que celebren l'amor humà protagonitzat per un home i una dona (cosa que també manaria la Bíblia). Segons alguns analistes, el llibre evitaria amb cura la profanació d'aquest amor, atès que el casament de l'home i la dona estaria beneït per Déu i desitjat per Ell. No és la primera vegada que el tema és tractat a l'Antic Testament, i la santedat que per a l'Església significa el matrimoni religiós justificaria que s'entengui tant de manera plana com al·legòrica.

### Delseglexviiifins a l'actualitat
La interpretació al·legòrica s'enriqueix amb noves imatges, com la de la unió de Salomó amb la saviesa (Rosenmüller), o la unió entre Israel i Judà (Hug). Al mateix temps la interpretació literal continuà guanyant adeptes com Ernest Renan. La interpretació anomenada tipològica (és a dir, que al sentit literal se n'hi superposa un d'al·legòric donat a conèixer per la mateixa revelació) continua essent defensada per autors com Miller i Hontheim.
Als anys cinquanta s'obrí una nova forma de considerar el sentit literal: segons Dubarle i Audet, el Càntic dels Càntics és un llibre que canta i celebra l'amor manifestant la manera volguda per Déu per al seu desenvolupament.